# Asplenium dielerectum
Asplenium dielerectum är en svartbräkenväxtart som beskrevs av Ronald Louis Leo Viane.
Asplenium dielerectum ingår i släktet Asplenium och familjen Aspleniaceae. Inga underarter finns listade i Catalogue of Life.